# Nupserha brevior
Nupserha brevior är en skalbaggsart som först beskrevs av Maurice Pic 1908.  Nupserha brevior ingår i släktet Nupserha och familjen långhorningar. Inga underarter finns listade i Catalogue of Life.